# Koppōjutsu
Das Koppōjutsu (jap. 骨法術) Koppô bedeutet: Wissenschaft von der Kräftigung der Knochen, welche im 17. Jahrhundert aus dem chinesischen Kempo hervorging. Bestimmte Schlagtechniken, die durch Hand oder Füße ausgeführt werden, sollten zu einer Abhärtung der entsprechenden Körperpartien führen. Sinn dieser Technik ist es, einen besseren Durchschlagseffekt bei gerüsteten Gegnern zu erzielen. Das bedeutet, dass die Hände oder auch die Füße stark genug sein sollten, um eine Rüstung zu durchdringen. Da man aber sehr viele Jahre des Trainings aufwenden musste, hat diese Technik keine große Erweiterung erfahren. Heute findet man diese Abhärtungstechnik noch im Muay Thai, Ninjutsu und Taijutsu, einigen Kung-Fu-Stilen.